# Corbère-les-Cabanes
Pour les articles homonymes, voir Corbère (homonymie) et Cabanes.
Corbère-les-Cabanes  est une commune française située dans l'est du département des Pyrénées-Orientales, en région Occitanie. Sur le plan historique et culturel, la commune est dans la région des Aspres, un minusule territoire roussillonnais compris entre les sillons de la Têt au nord et du Tech au sud qui tire son nom de la nature caillouteuse de ses sols.
Exposée à un climat méditerranéen, elle est drainée par la Comelade et par un autre cours d'eau. La commune possède un patrimoine naturel remarquable composé de deux zones naturelles d'intérêt écologique, faunistique et floristique.
Corbère-les-Cabanes est une commune rurale qui compte 1 155 habitants en 2022, après avoir connu une forte hausse de la population depuis 1975. Elle est dans l'unité urbaine d'Ille-sur-Têt et fait partie de l'aire d'attraction de Perpignan. Ses habitants sont appelés les Corbériens ou  Corbériennes.

## Géographie

### Localisation
La commune de Corbère-les-Cabanes se trouve dans le département des Pyrénées-Orientales, en région Occitanie.
Elle se situe à 18 km à vol d'oiseau de Perpignan, préfecture du département, à 21 km de Prades, sous-préfecture, et à 10 km du Le Soler, bureau centralisateur du canton de la Vallée de la Têt dont dépend la commune depuis 2015 pour les élections départementales.
La commune fait en outre partie du bassin de vie de Millas.
Les communes les plus proches sont : 
Corbère (1,4 km), Camélas (2,5 km), Néfiach (4,1 km), Millas (4,1 km), Saint-Michel-de-Llotes (4,4 km), Ille-sur-Têt (4,7 km), Castelnou (4,8 km), Saint-Féliu-d'Amont (5,0 km).
Sur le plan historique et culturel, Corbère-les-Cabanes fait partie de la région des Aspres. Compris entre les sillons de la Têt au nord et du Tech au sud, ce minuscule territoire roussillonnais tire son nom de la nature caillouteuse de ses sols.

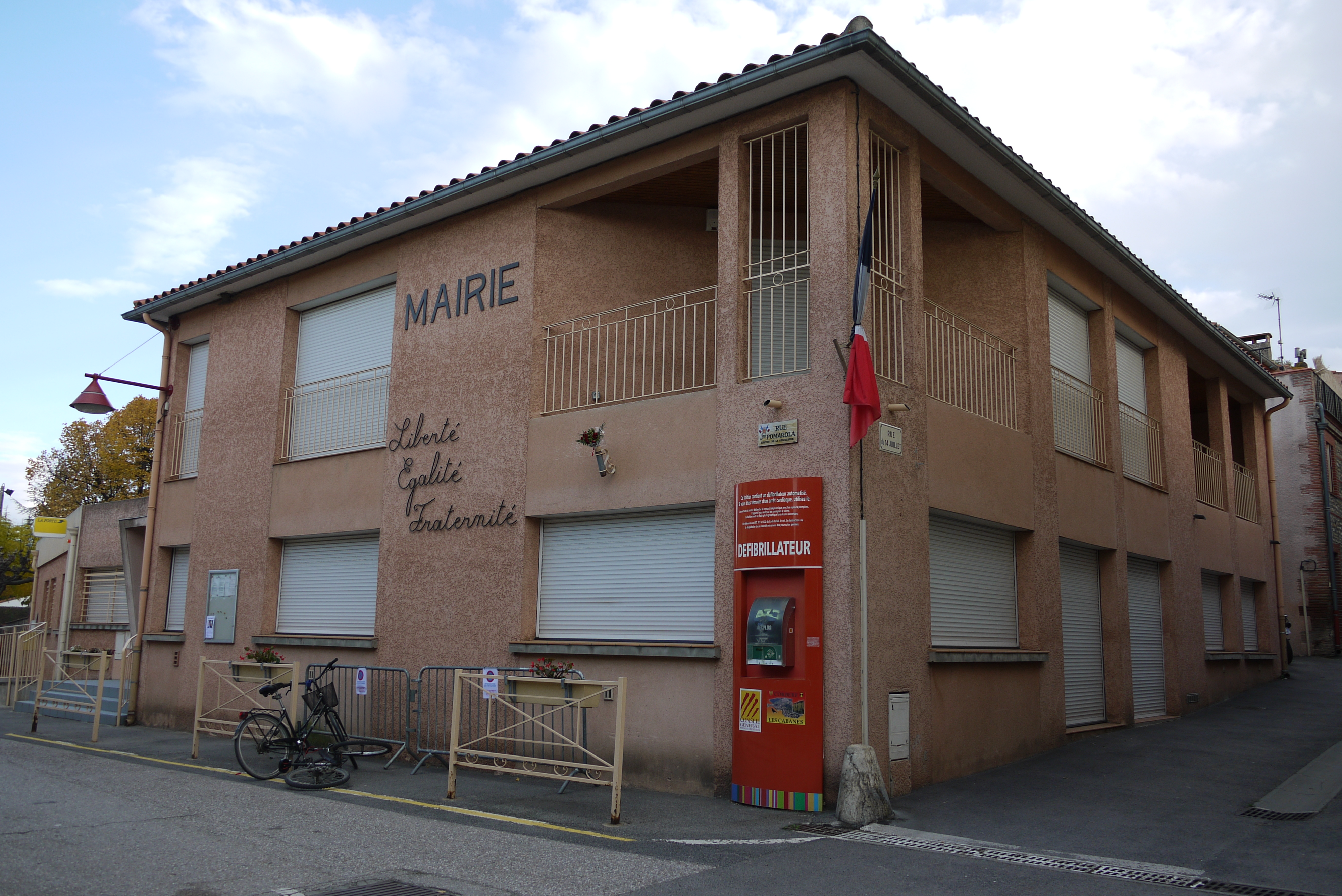
La mairie.

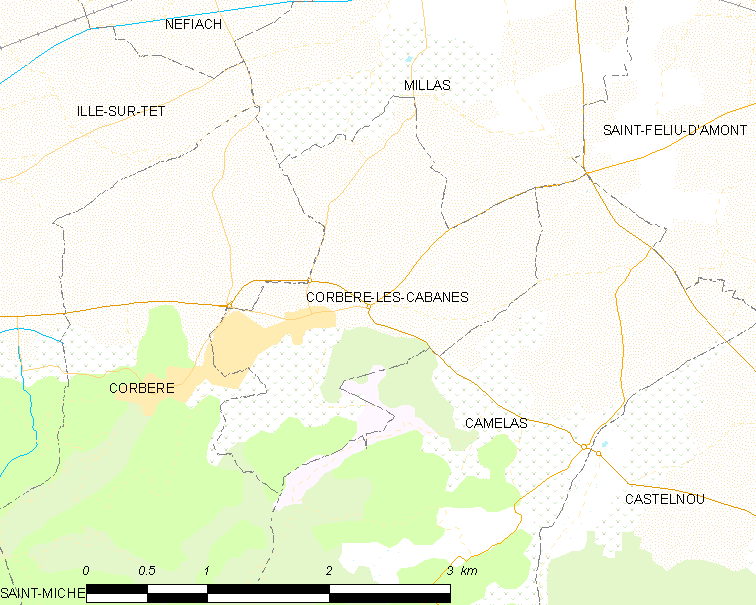
Situation de la commune.

|         | Millas              |         |
| Corbère | Corbère-les-Cabanes |         |
|         |                     | Camélas |

### Géologie et relief
La superficie de la commune est de 414 hectares. Son altitude varie entre 125 et 300 mètres.
Elle est située en zone de sismicité 3 (sismicité modérée).

### Climat
Pour des articles plus généraux, voir Climat de l'Occitanie et Climat des Pyrénées-Orientales.
En 2010, le climat de la commune est de type climat méditerranéen franc, selon une étude du CNRS s'appuyant sur une série de données couvrant la période 1971-2000. En 2020, Météo-France publie une typologie des climats de la France métropolitaine dans laquelle la commune est exposée à un climat méditerranéen et est dans la région climatique Pyrénées orientales, caractérisée par une faible pluviométrie, un très bon ensoleillement (2 600 h/an), un air sec, particulièrement en hiver et peu de brouillards.
Pour la période 1971-2000, la température annuelle moyenne est de 14,3 °C, avec une amplitude thermique annuelle de 15,5 °C. Le cumul annuel moyen de précipitations est de 744 mm, avec 5,9 jours de précipitations en janvier et 3,4 jours en juillet. Pour la période 1991-2020, la température moyenne annuelle observée sur la station météorologique la plus proche, située sur la commune de Caixas à 8 km à vol d'oiseau, est de 15,5 °C et le cumul annuel moyen de précipitations est de 729,7 mm,. Pour l'avenir, les paramètres climatiques de la commune estimés pour 2050 selon différents scénarios d’émission de gaz à effet de serre sont consultables sur un site dédié publié par Météo-France en novembre 2022.

### Milieux naturels et biodiversité
L’inventaire des zones naturelles d'intérêt écologique, faunistique et floristique (ZNIEFF) a pour objectif de réaliser une couverture des zones les plus intéressantes sur le plan écologique, essentiellement dans la perspective d’améliorer la connaissance du patrimoine naturel national et de fournir aux différents décideurs un outil d’aide à la prise en compte de l’environnement dans l’aménagement du territoire.
Une ZNIEFF de type 1 est recensée sur la commune :
la « colline et grotte de Montou » (75 ha), couvrant 2 communes du département et une ZNIEFF de type 2, : 
le « massif des Aspres » (28 819 ha), couvrant 37 communes du département.

Carte des ZNIEFF de type 1 et 2 à Corbère-les-Cabanes.
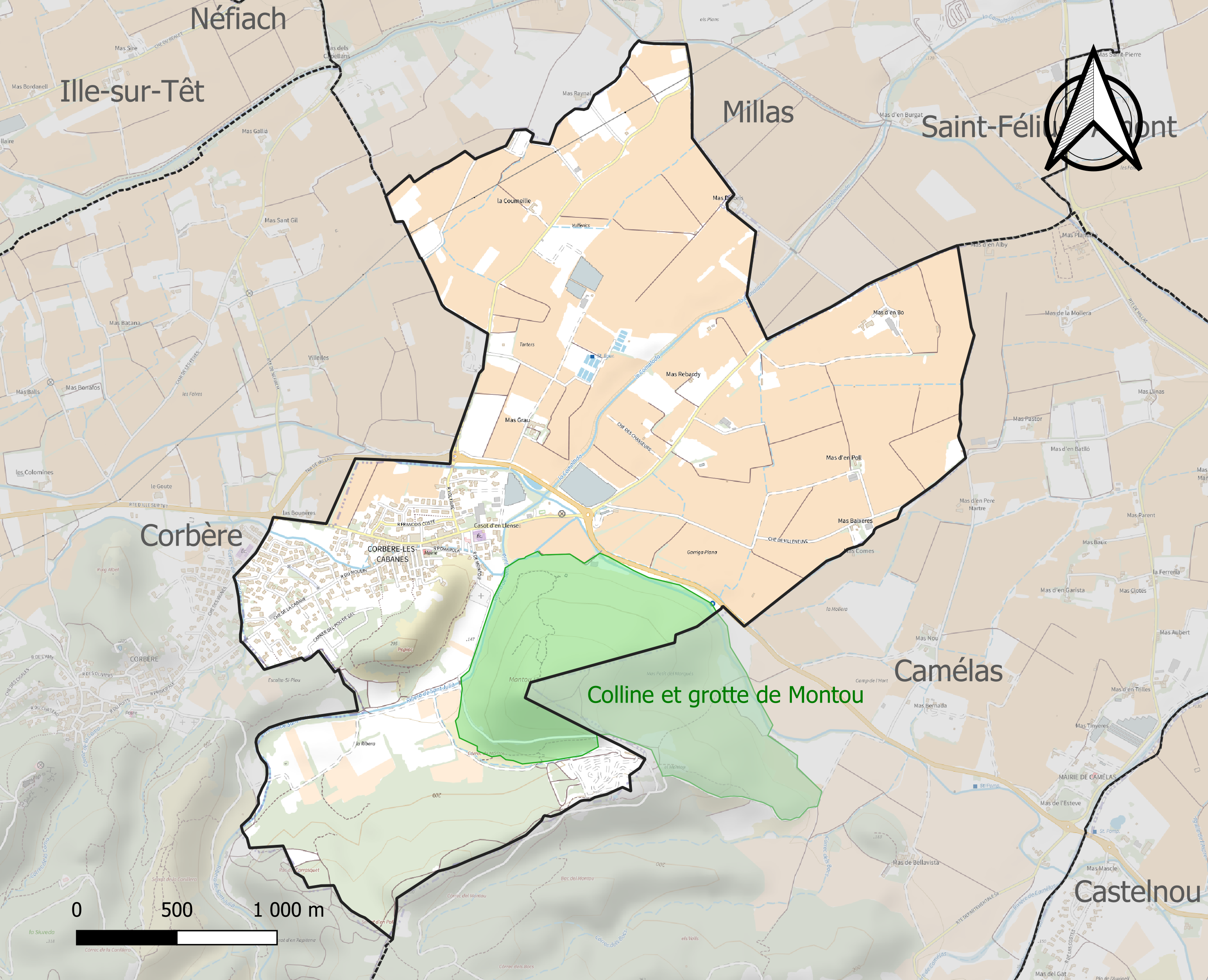
Carte de la ZNIEFF de type 1 sur la commune.
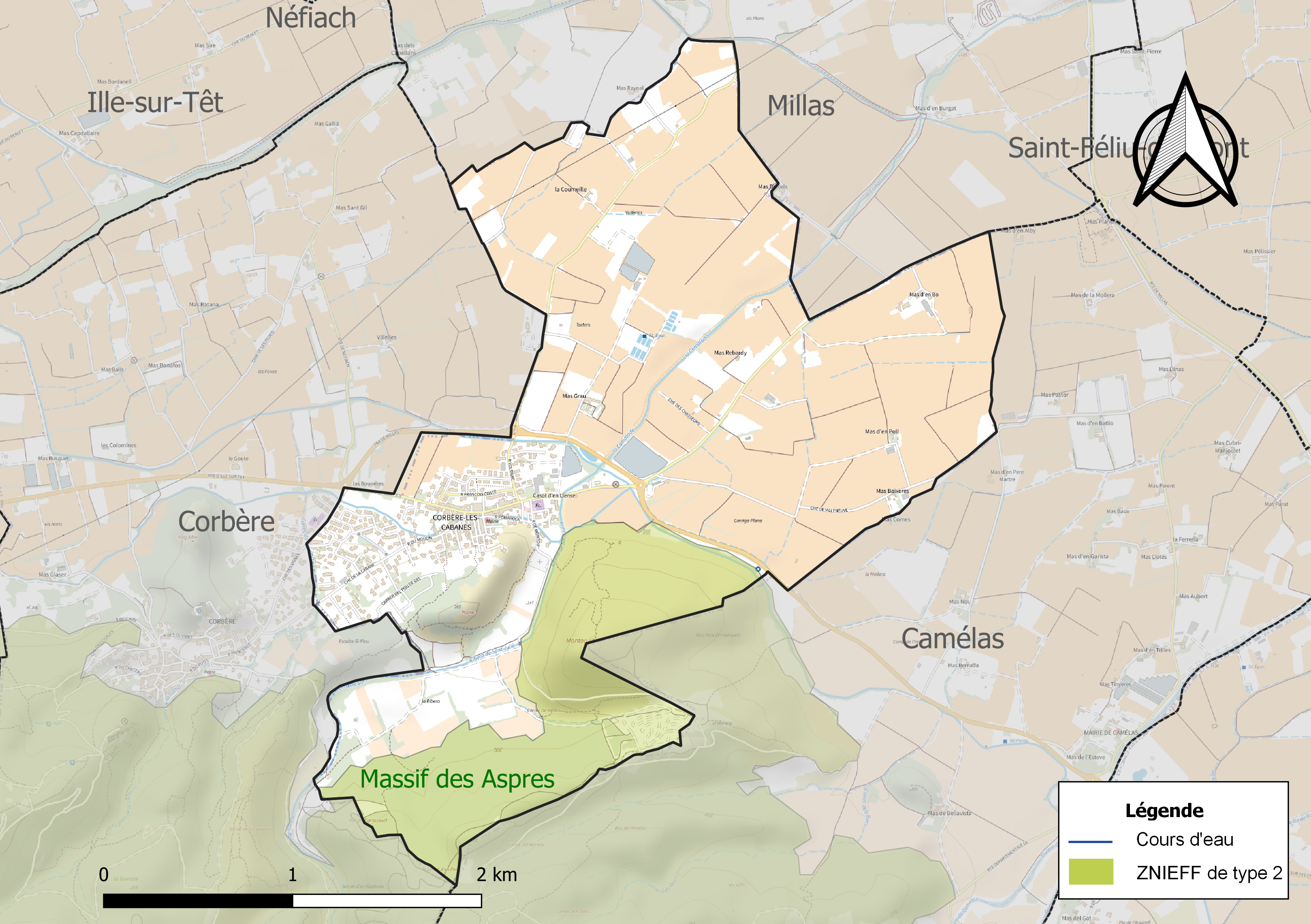
Carte de la ZNIEFF de type 2 sur la commune.

## Urbanisme

### Typologie
Au 1er janvier 2024, Corbère-les-Cabanes est catégorisée bourg rural, selon la nouvelle grille communale de densité à sept niveaux définie par l'Insee en 2022.
Elle appartient à l'unité urbaine d'Ille-sur-Têt, une agglomération intra-départementale regroupant quatre  communes, dont elle est une commune de la banlieue,,. Par ailleurs la commune fait partie de l'aire d'attraction de Perpignan, dont elle est une commune de la couronne,. Cette aire, qui regroupe 118 communes, est catégorisée dans les aires de 200 000 à moins de 700 000 habitants,.

### Occupation des sols
L'occupation des sols de la commune, telle qu'elle ressort de la base de données européenne d’occupation biophysique des sols Corine Land Cover (CLC), est marquée par l'importance des territoires agricoles (73,8 % en 2018), en diminution par rapport à 1990 (78 %). La répartition détaillée en 2018 est la suivante : 
cultures permanentes (73,7 %), zones urbanisées (9 %), forêts (7,2 %), milieux à végétation arbustive et/ou herbacée (6,9 %), espaces verts artificialisés, non agricoles (3,1 %), terres arables (0,1 %). L'évolution de l’occupation des sols de la commune et de ses infrastructures peut être observée sur les différentes représentations cartographiques du territoire : la carte de Cassini (XVIIIe siècle), la carte d'état-major (1820-1866) et les cartes ou photos aériennes de l'IGN pour la période actuelle (1950 à aujourd'hui).

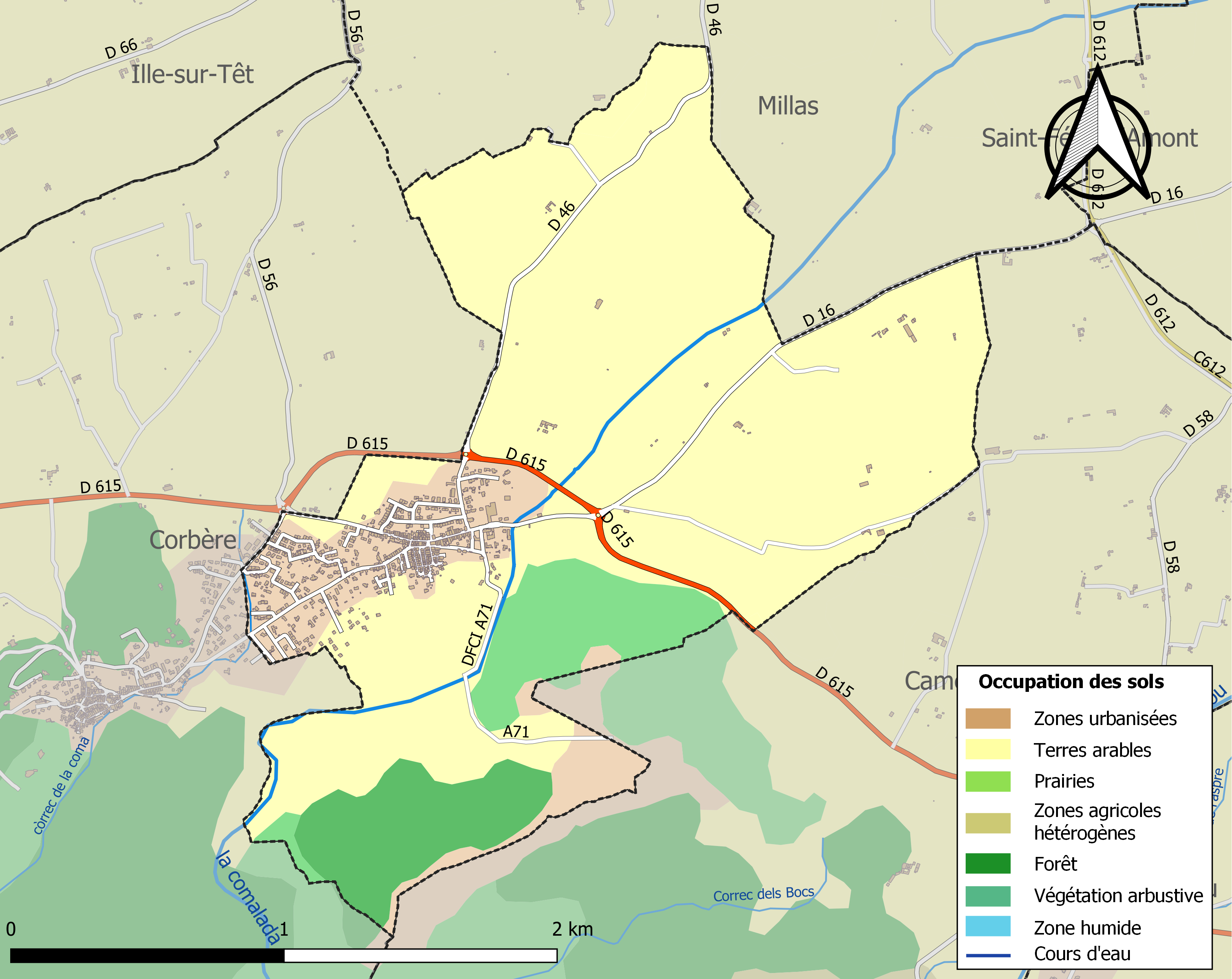
Carte des infrastructures et de l'occupation des sols de la commune en 2018 (CLC).

### Voies de communication et transports
- Arrivée de Thuir par la D 615, puis par la D 56 ;
- Arrivée de Ille-sur-Têt par la D 615, puis la D 56.

La ligne 512 du réseau régional liO relie la commune à la gare de Perpignan depuis Corbère.

### Risques majeurs
Le territoire de la commune de Corbère-les-Cabanes est vulnérable à différents aléas naturels : inondations, climatiques (grand froid ou canicule), feux de forêts, mouvements de terrains et séisme (sismicité modérée),.
Certaines parties du territoire communal sont susceptibles d’être affectées par le risque d’inondation par crue torrentielle de cours d'eau du bassin de la Têt.
Les mouvements de terrains susceptibles de se produire sur la commune sont soit des mouvements liés au retrait-gonflement des argiles, soit des glissements de terrains, soit des chutes de blocs, soit des effondrements liés à des cavités souterraines. Une cartographie nationale de l'aléa retrait-gonflement des argiles permet de connaître les sols argileux ou marneux susceptibles vis-à-vis de ce phénomène. L'inventaire national des cavités souterraines permet par ailleurs de localiser celles situées sur la commune.

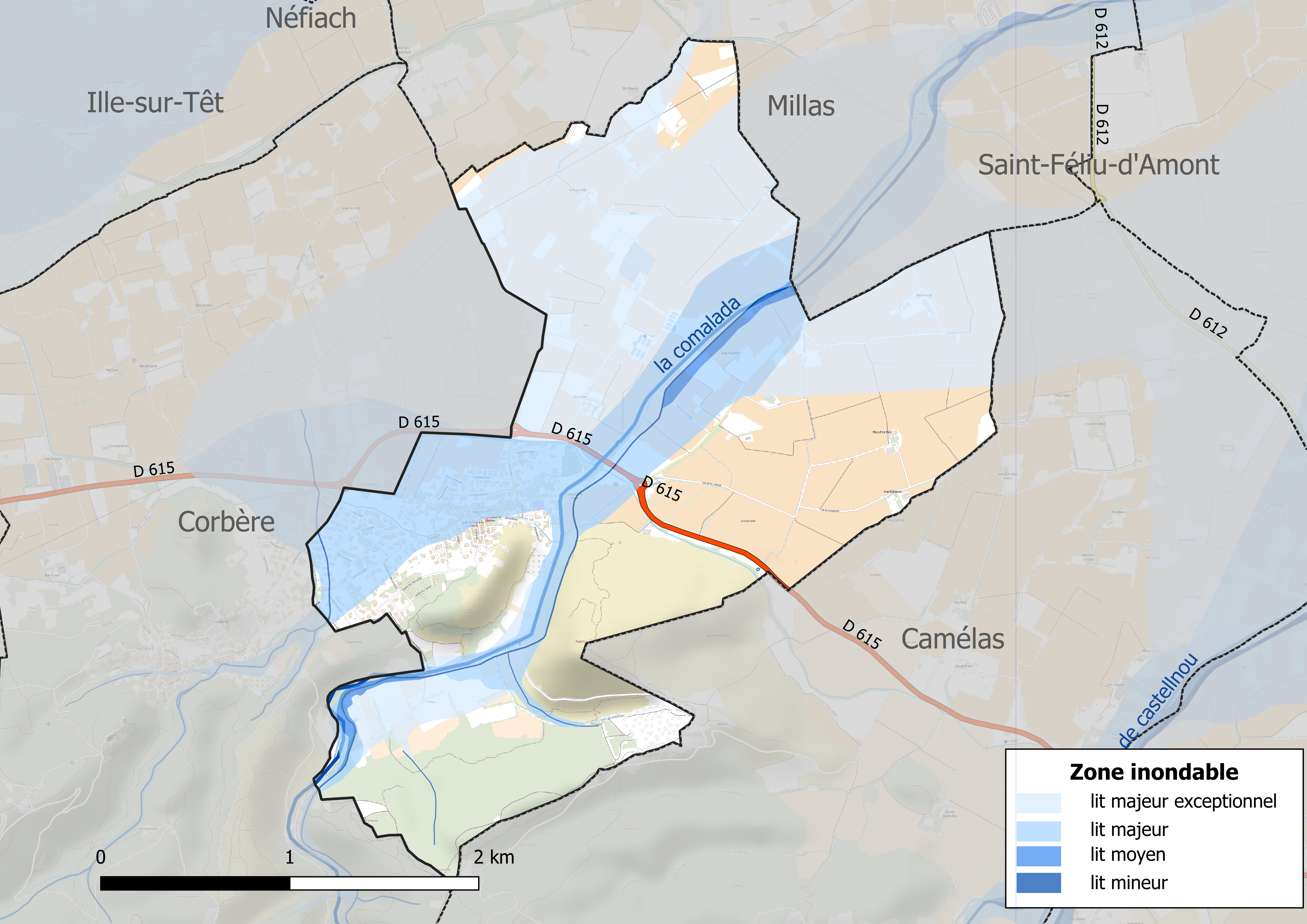
Carte des zones inondables.
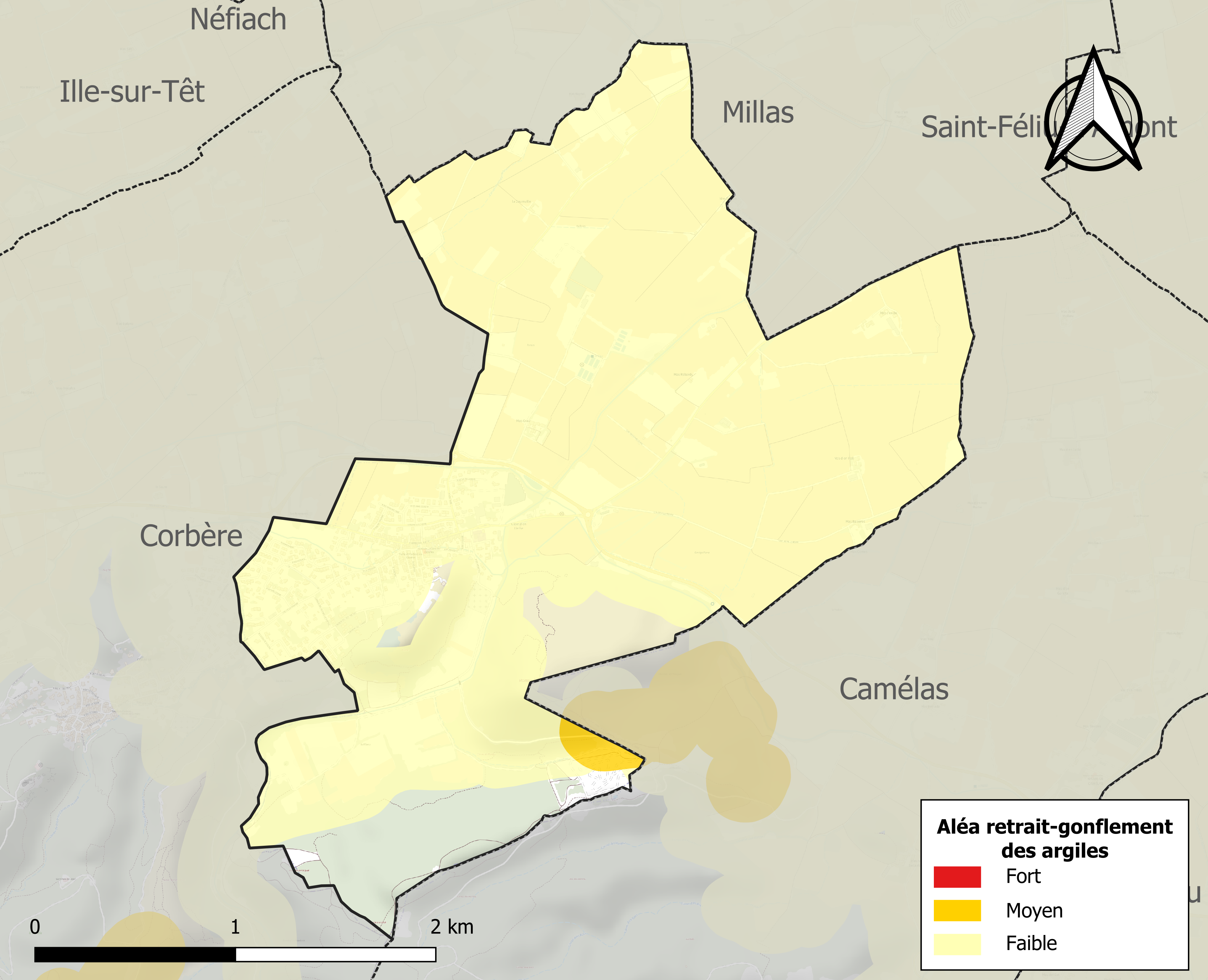
Carte des zones d'aléa retrait-gonflement des argiles.

## Toponymie
En catalan, le nom de la commune est Corbera de les Cabanes, anciennement la Cabana.
Le nom provient d'une base pré-latine désignant une montagne au sommet arrondi, comme le massif des Corbières situé plus au nord.

## Histoire
Le hameau des Cabanes se développe à partir du XVIe siècle. Il prend progressivement un peu plus d'importance dans les siècles suivants, ce qui l'amène à demander son autonomie au XIXe siècle. La commune de Corbère-les-Cabanes est alors créée par détachement d'une partie du territoire de Corbère par la loi n°3 586 du 14 mai 1856,.

## Politique et administration

### Canton
Lors de sa création en 1856, la commune de Corbère-les-Cabanes est incluse dans le canton de Millas, qu'elle ne quitte plus par la suite.
À compter des élections départementales de 2015, la commune est incluse dans le nouveau canton de la Vallée de la Têt.

### Administration municipale
Le conseil municipal de Corbère-les-Cabanes comprend quinze élus : le maire, quatre adjoints et dix conseillers municipaux.

### Liste des maires
| Période      | Période        | Identité           | Étiquette | Qualité |
| ------------ | -------------- | ------------------ | --------- | ------- |
| 1856         | 1858           | Joseph Cubry-Modat |           |         |
| 1858         | 1860           | François Gorce     |           |         |
| 1860         | 1865           | Jean Rabondy       |           |         |
| 1865         | 1871           | Emmanuel Bo        |           |         |
| 1871         | 1872           | Léon de Vilar      |           |         |
| 1872         | 1877           | Joseph Cubry-Modat |           |         |
| 1877         | 1878           | Hyacinthe Respaud  |           |         |
| 1878         | 1881           | Joseph Cubry-Modat |           |         |
| 1881         | 1885           | Joseph Trinchet    |           |         |
| 1885         | 1886           | Sylvestre Massette |           |         |
| 1886         | 1895           | Pierre Marius      |           |         |
| 1895         | 1897           | Michel Cubry       |           |         |
| 1897         | 1901           | Joseph Carrère     |           |         |
| 1901         | 1908           | André Pull         |           |         |
| 1908         | 1909           | Léon Pons          |           |         |
| 1909         | 1916           | Michel Pull        |           |         |
| 1916         | 1918           | Joseph Morbieu     |           |         |
| 1918         | 1919           | Pierre Carrère     |           |         |
| 1919         | 1927           | Michel Pull        |           |         |
| 1927         | 1931           | Boniface Torcatis  |           |         |
| 1931         | 1935           | Paul Morbieu       |           |         |
| 1935         | 1944           | Paul Ville         |           |         |
| 1944         | 1947           | Joseph Torcatis    |           |         |
| 1947         | 1971           | François Coste     |           |         |
| 1971         | 1981           | Jean-Claude Noell  |           |         |
| 1981         | novembre 2016, | Henri Pujol        | PCF       |         |
| février 2017 | En cours       | Gérard Soler       |           |         |

## Population et société

### Démographie contemporaine
L'évolution du nombre d'habitants est connue à travers les recensements de la population effectués dans la commune depuis 1856. Pour les communes de moins de 10 000 habitants, une enquête de recensement portant sur toute la population est réalisée tous les cinq ans, les populations de référence des années intermédiaires étant quant à elles estimées par interpolation ou extrapolation. Pour la commune, le premier recensement exhaustif entrant dans le cadre du nouveau dispositif a été réalisé en 2007.

En 2022, la commune comptait 1 155 habitants, en évolution de +5,29 % par rapport à 2016 (Pyrénées-Orientales : +3,92 %, France hors Mayotte : +2,11 %).
| 1856 | 1861 | 1866 | 1872 | 1876 | 1881 | 1886 | 1891 | 1896 |
| ---- | ---- | ---- | ---- | ---- | ---- | ---- | ---- | ---- |
| 496  | 502  | 541  | 528  | 506  | 481  | 549  | 558  | 508  |

| 1901 | 1906 | 1911 | 1921 | 1926 | 1931 | 1936 | 1946 | 1954 |
| ---- | ---- | ---- | ---- | ---- | ---- | ---- | ---- | ---- |
| 514  | 516  | 519  | 540  | 506  | 504  | 501  | 464  | 543  |

| 1962 | 1968 | 1975 | 1982 | 1990 | 1999 | 2006 | 2007 | 2012  |
| ---- | ---- | ---- | ---- | ---- | ---- | ---- | ---- | ----- |
| 575  | 557  | 500  | 535  | 663  | 844  | 951  | 966  | 1 125 |

| 2017  | 2022  | - | - | - | - | - | - | - |
| ----- | ----- | - | - | - | - | - | - | - |
| 1 070 | 1 155 | - | - | - | - | - | - | - |

| selon la population municipale des années : | 1968 | 1975 | 1982 | 1990 | 1999 | 2006 | 2009 | 2013 |
| Rang de la commune dans le département      | 81   | 88   | 89   | 85   | 79   | 82   | 83   | 81   |
| Nombre de communes du département           | 232  | 217  | 220  | 225  | 226  | 226  | 226  | 226  |

### Enseignement
Le secteur du collège est  Millas.

### Manifestations culturelles et festivités
- Fête patronale : 22 juillet[42].

## Économie

### Revenus
En 2018, la commune compte 452 ménages fiscaux, regroupant 1 060 personnes. La médiane du revenu disponible par unité de consommation est de 21 100 € (19 350 € dans le département).

### Emploi
|                | 2008   | 2013   | 2018   |
| -------------- | ------ | ------ | ------ |
| Commune        | 7,1 %  | 9,6 %  | 11,7 % |
| Département    | 10,3 % | 12,9 % | 13,3 % |
| France entière | 8,3 %  | 10 %   | 10 %   |

En 2018, la population âgée de 15 à 64 ans s'élève à 638 personnes, parmi lesquelles on compte 78,4 % d'actifs (66,7 % ayant un emploi et 11,7 % de chômeurs) et 21,6 % d'inactifs,. En  2018, le taux de chômage communal (au sens du recensement) des 15-64 ans est inférieur à celui du département, mais supérieur à celui de la France, alors qu'en 2008 il était inférieur à celui de la France.
La commune fait partie de la couronne de l'aire d'attraction de Perpignan, du fait qu'au moins 15 % des actifs travaillent dans le pôle,. Elle compte 134 emplois en 2018, contre 138 en 2013 et 115 en 2008. Le nombre d'actifs ayant un emploi résidant dans la commune est de 431, soit un indicateur de concentration d'emploi de 31,1 % et un taux d'activité parmi les 15 ans ou plus de 59,7 %.
Sur ces 431 actifs de 15 ans ou plus ayant un emploi, 72 travaillent dans la commune, soit 17 % des habitants. Pour se rendre au travail, 92,7 % des habitants utilisent un véhicule personnel ou de fonction à quatre roues, 0,9 % les transports en commun, 2,9 % s'y rendent en deux-roues, à vélo ou à pied et 3,4 % n'ont pas besoin de transport (travail au domicile).

### Activités hors agriculture

#### Secteurs d'activités
60 établissements sont implantés  à Corbère-les-Cabanes au 31 décembre 2019. Le tableau ci-dessous en détaille le nombre par secteur d'activité et compare les ratios avec ceux du département,.
| Secteur d'activité                                                                                        | Commune | Commune | Département |
| Secteur d'activité                                                                                        | Nombre  | %       | %           |
| --- | ------- | ------- | ----------- |
| Ensemble                                                                                                  | 60      | 100 %   | (100 %)     |
| Industrie manufacturière, industries extractives et autres                                                | 5       | 8,3 %   | (8,7 %)     |
| Construction                                                                                              | 12      | 20 %    | (14,3 %)    |
| Commerce de gros et de détail, transports, hébergement et restauration                                    | 13      | 21,7 %  | (30,5 %)    |
| Information et communication                                                                              | 1       | 1,7 %   | (1,9 %)     |
| Activités financières et d'assurance                                                                      | 1       | 1,7 %   | (3 %)       |
| Activités immobilières                                                                                    | 2       | 3,3 %   | (6,2 %)     |
| Activités spécialisées, scientifiques et techniques et activités de services administratifs et de soutien | 9       | 15 %    | (13 %)      |
| Administration publique, enseignement, santé humaine et action sociale                                    | 12      | 20 %    | (13,9 %)    |
| Autres activités de services                                                                              | 5       | 8,3 %   | (8,5 %)     |

Le secteur du commerce de gros et de détail, des transports, de l'hébergement et de la restauration est prépondérant sur la commune puisqu'il représente 21,7 % du nombre total d'établissements de la commune (13 sur les 60 entreprises implantées  à Corbère-les-Cabanes), contre 30,5 % au niveau départemental.

#### Entreprises et commerces
Les cinq entreprises ayant leur siège social sur le territoire communal qui génèrent le plus de chiffre d'affaires en 2020 sont : 
- SARL Morell Et Fils, travaux de menuiserie métallique et serrurerie (384 k€)
- CAPV, autres travaux spécialisés de construction (168 k€)
- Panamia, boulangerie et boulangerie-pâtisserie (109 k€)
- Enric Renovation, autres travaux de finition (49 k€)
- Can Joan, restauration de type rapide (11 k€)

### Agriculture
La commune est dans la « plaine du Roussillon », une petite région agricole occupant la bande côtière et une grande partie centrale du département des Pyrénées-Orientales. En 2020, l'orientation technico-économique de l'agriculture  sur la commune est la culture de fruits ou d'autres cultures permanentes.
|               | 1988 | 2000 | 2010 | 2020 |
| ------------- | ---- | ---- | ---- | ---- |
| Exploitations | 54   | 25   | 18   | 14   |
| SAU (ha)      | 261  | 255  | 275  | 324  |

Le nombre d'exploitations agricoles en activité et ayant leur siège dans la commune est passé de 54 lors du recensement agricole de 1988  à 25 en 2000 puis à 18 en 2010 et enfin à 14 en 2020, soit une baisse de 74 % en 32 ans. Le même mouvement est observé à l'échelle du département qui a perdu pendant cette période 73 % de ses exploitations,. La surface agricole utilisée sur la commune a quant à elle augmenté, passant de 261 ha en 1988 à 324 ha en 2020. Parallèlement la surface agricole utilisée moyenne par exploitation a augmenté, passant de 5 à 23 ha.

## Culture locale et patrimoine

### Monuments et lieux touristiques
Les monuments de Corbère-les-Cabanes sont les suivants : 
- L'église paroissiale Sainte-Madeleine de Corbère-les-Cabanes, remaniée au XIXe siècle ;

En février 1931, lors d’une violente tempête le clocher du village datant de 1585 s’est abattu, occasionnant des dégâts aux maisons avoisinantes, mais aucune personne n’a été blessée.
- L'Oustal : maison du XVIIe siècle ;
- La grotte de Montou, abri préhistorique ayant livré des restes du Paléolithique et du Néolithique ;
- Le dolmen de la Caixeta ( Inscrit MH (1959)).

### Personnalités liées à la commune
- François Marty (1904-1971), homme politique français, né à Corbère-les-Cabanes.
- Fred Hidalgo, Journaliste presse musicale, écrivain[pourquoi ?]